# イド・ド・ロレーヌ

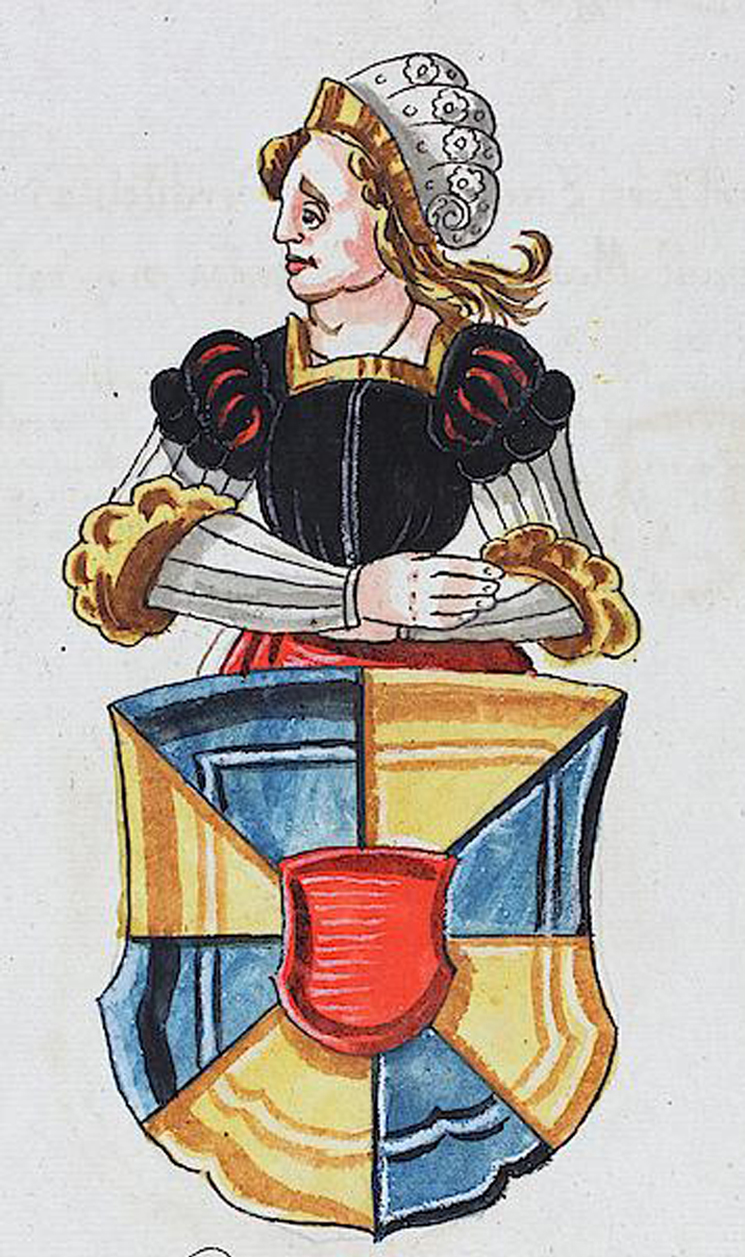
ブローニュ女伯イド

イド・ド・ロレーヌ（Ide de Lorraine, 1160年頃 - 1216年）は、ブローニュ女伯（在位：1173年 - 1216年）。マチュー・ダルザスとブローニュ女伯マリーの間の長女。

## 出生
父マチュー・ダルザスは修道院からブローニュ女伯マリーを略奪し結婚したが、教会はこの結婚を認めず、1170年に結婚は解消された。しかし、父は結婚解消後もブローニュ伯であり続けた。結婚の合法性に問題があったにもかかわらずマチューとマリーとの間の2人の娘は嫡出子とされ、1173年にマチューが死去した後、イドがブローニュ伯位を継承し、叔父フランドル伯フィリップが後見人となった。

## 結婚と子女
叔父フランドル伯フィリップの勧めにより、1181年にイドはゲルデルン伯ハインリヒの長男ゲルハルトと結婚したが、ゲルハルトは同年に死去した。
1183年、ツェーリンゲン公ベルトルト4世と結婚したが、3年後に死去した。
ベルトルト4世が死去した後、イドはギネ伯アルヌール2世と恋仲になり、結婚に向けて話が進められたが、1209年にダンマルタン伯ルノー1世に誘拐され、ロレーヌに連れて行かれた。イドはアルヌール2世に手紙を書き、アルヌール2世はイドを助けに向かったが、ヴェルダンでアルヌール2世はルノー1世の仲間に捕まり、ランス大司教ギヨームの助けにより解放された。ルノー1世とイドとの間には1女がいる。
- マティルド（1202年 - 1259年） - ブローニュ女伯